# Неберджаївська
Неберджаївська — станиця в Кримському районі Краснодарського краю, до складу Нижньобаканського сільського поселення.
Населення близько півтори тисячі мешканців.
Станиця розташована в ущелині річки Неберджай (притока Адагума), у гірсько-лісовій зоні, за 10 км південно-західніше міста Кримськ.
Станиця заснована в 1862. Зустрічається написання назви Неберджайська.
У 1934–1938 була центром Грецького національного району.